# Nadiad
Nadiad est une ville indienne située dans le district de Kheda.

## Démographie
En 2011, sa population était de 225 132 habitants.

## Lies externes
- Site officiel
- Notice dans un dictionnaire ou une encyclopédie généraliste :   - Britannica
- Notices d'autorité :   - VIAF
  - LCCN
  - Israël
  - WorldCat